# Puerto Princesa-i mészárlás
A Puerto Princesa-i mészárlást japán katonák hajtották végre 1944. december 14-én egy Fülöp-szigeteki hadifogolytáborban, hogy az amerikai rabok legyilkolásával titokban tartsák az ellenük elkövetett borzalmakat.

## A tömeggyilkosság

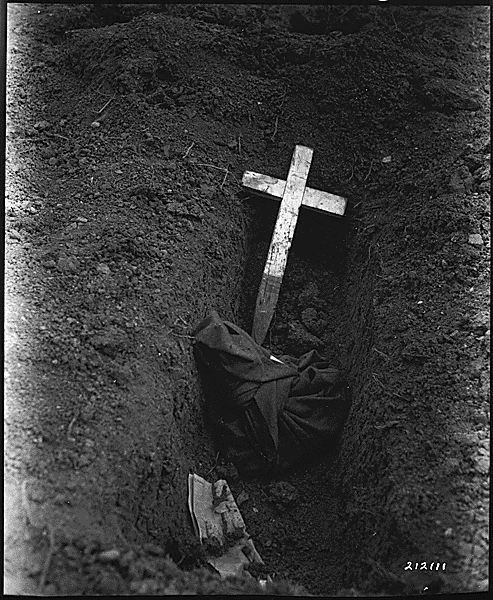
Az áldozatok maradványait jelölő kereszt

Az amerikai csapatok előretörése miatt a japánokok úgy döntöttek, hogy meggyilkolják foglyaikat a  Puerto Princesa-i táborban. Az akciót a Jamasita Tomojuki tábornok által vezetett 14. hadsereg egységei hajtották végre.
A japán katonák 1944. december 14-én egy légiriadó alatt beterelték a foglyokat a földbe ásott, fedett óvóhelyekre, majd benzint öntöttek rájuk, és a gyúlékony folyadékot lángra lobbantották. Azokat a foglyokat, akik megpróbáltak kivergődni az árokból, lelőtték. A rabok egy részének mégis sikerült megszöknie egy sziklán átmászva. A 150 fogolyból csak 11-en élték túl a mészárlást. Egyikük, Eugene Nielsen közlegény eljutott az amerikaiakhoz, és 1945. január 7-én tájékoztatta a hírszerzést a történtekről. Ez a beszámoló indította az amerikai hadvezetést arra, hogy végrehajtsák a második világháború legsikeresebb mentőakcióit, a cabanatuani és a Los Baños-i rajtaütést. A halottak maradványait 1945 elején találták meg az előrenyomuló amerikaiak.
A gyilkosságért felelős japán katonákat 1948 augusztusában állították bíróság elé Jokohamában. Először halálra ítélték őket, de később az általános amnesztia idején kiszabadultak.

## Fordítás
- Ez a szócikk részben vagy egészben  a   Palawan Massacre című angol Wikipédia-szócikk fordításán alapul.  Az eredeti cikk szerkesztőit annak laptörténete sorolja fel. Ez a jelzés csupán a megfogalmazás eredetét és a szerzői jogokat jelzi, nem szolgál a cikkben szereplő információk forrásmegjelöléseként.